# M/S Birkholmposten
M/S Birkholmposten er et motorskib, som 2006-2010 sejlede på overfarten Marstal-Birkholm. Den erstattede den gamle færge med samme navn fra 1976.
Overfarten er Danmarks mindste postbådsforbindelse, og bestyres af Marstal Havn.
Birkholmposten, der er af Faaborg Værfts type Faaborg 900, har 4 afgange om dagen om sommeren, og 2 afgange om vinteren. Båden kan tage op til 12 personer med, og overfartstiden er på omkring 25 minutter.
I efteråret 2010 indstilledes sejladsen med Birkholmposten, som i stedet overtogedes af en mindre båd kaldet Birkholm.

## Eksterne links
- Birkholmposten (1976-2006) - faergelejet.dk
- Birkholmposten (2006-) - faergelejet.dk
- Skibsingeniør pudset på Birkholmposten - Fyns Amts Avis 24. september 2009.
- Birkholmposten igen uden fast fører - Fyns Amts Avis 12. januar 2010.
- For meget bøvl med den båd - Fyns Amts Avis 7. oktober 2010.